# Serranía Celtibérica

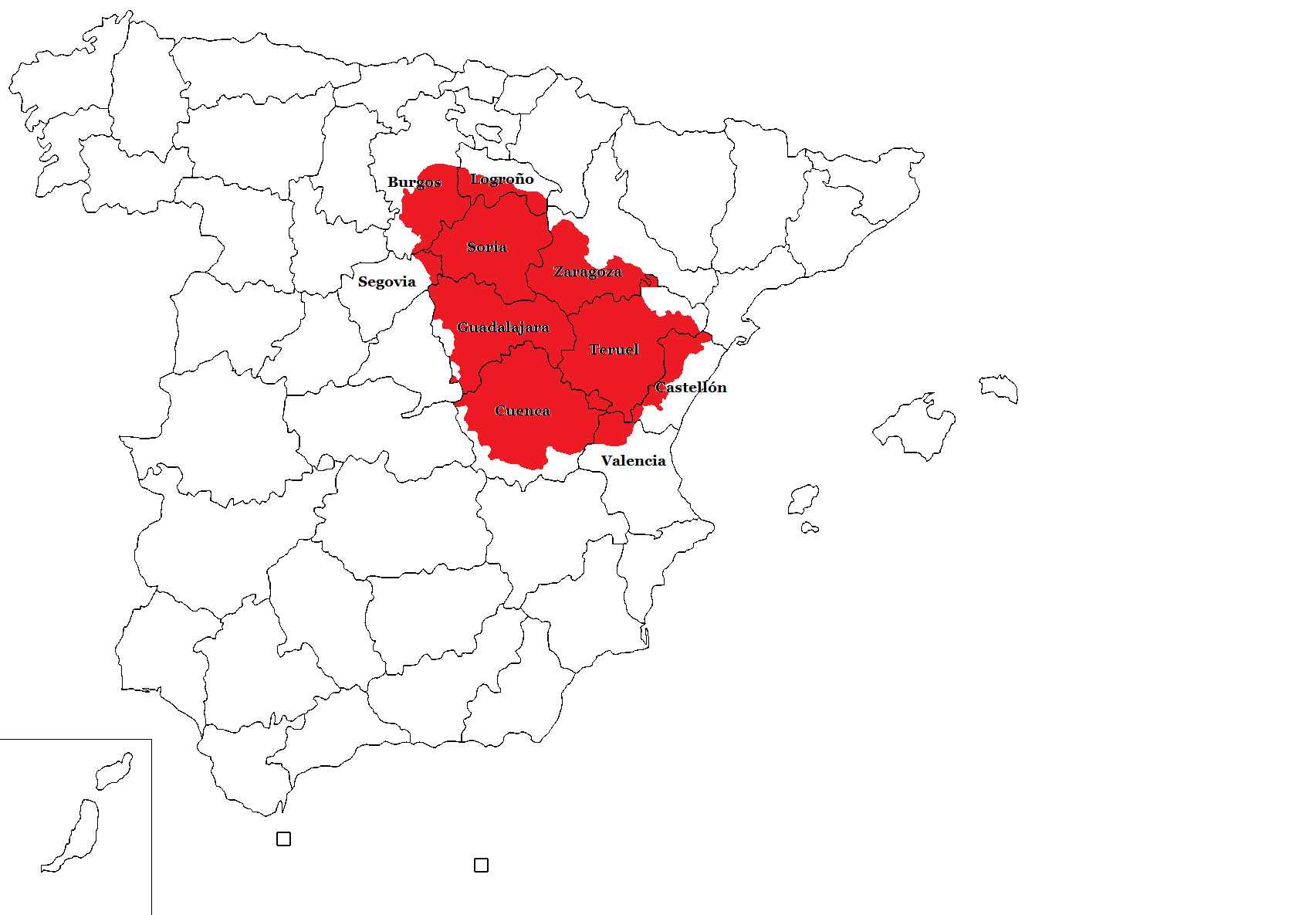
Lage der Serranía Celtibérica

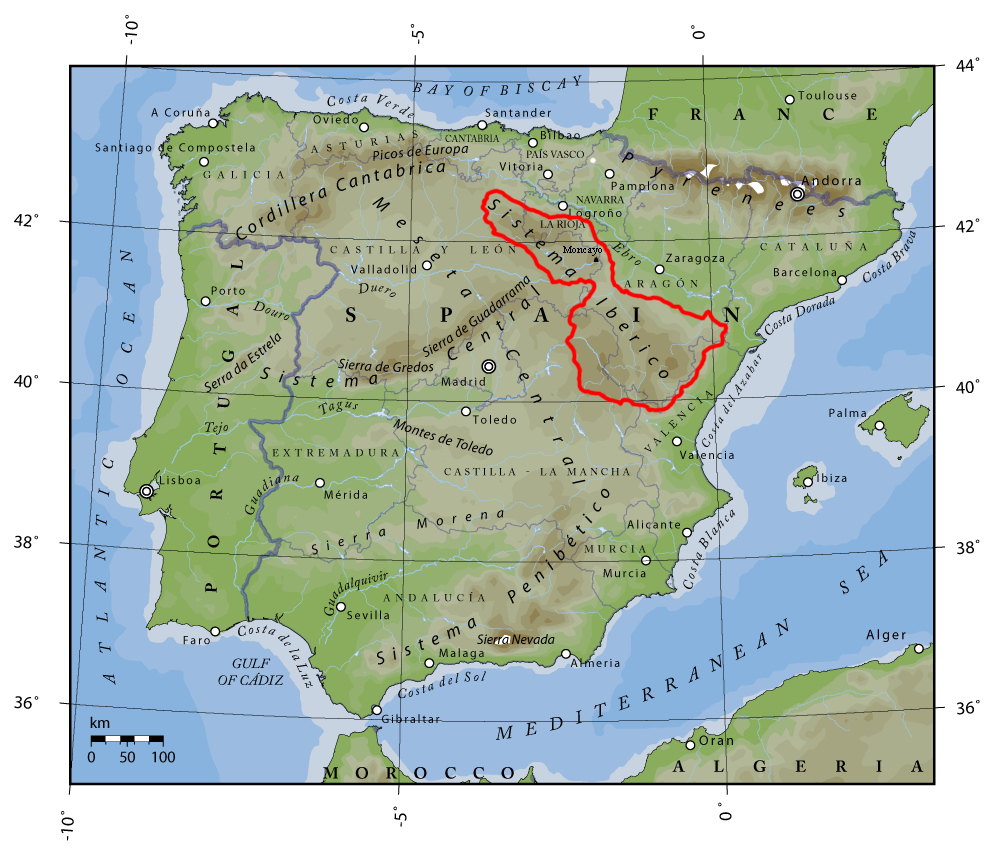
Iberisches Gebirge

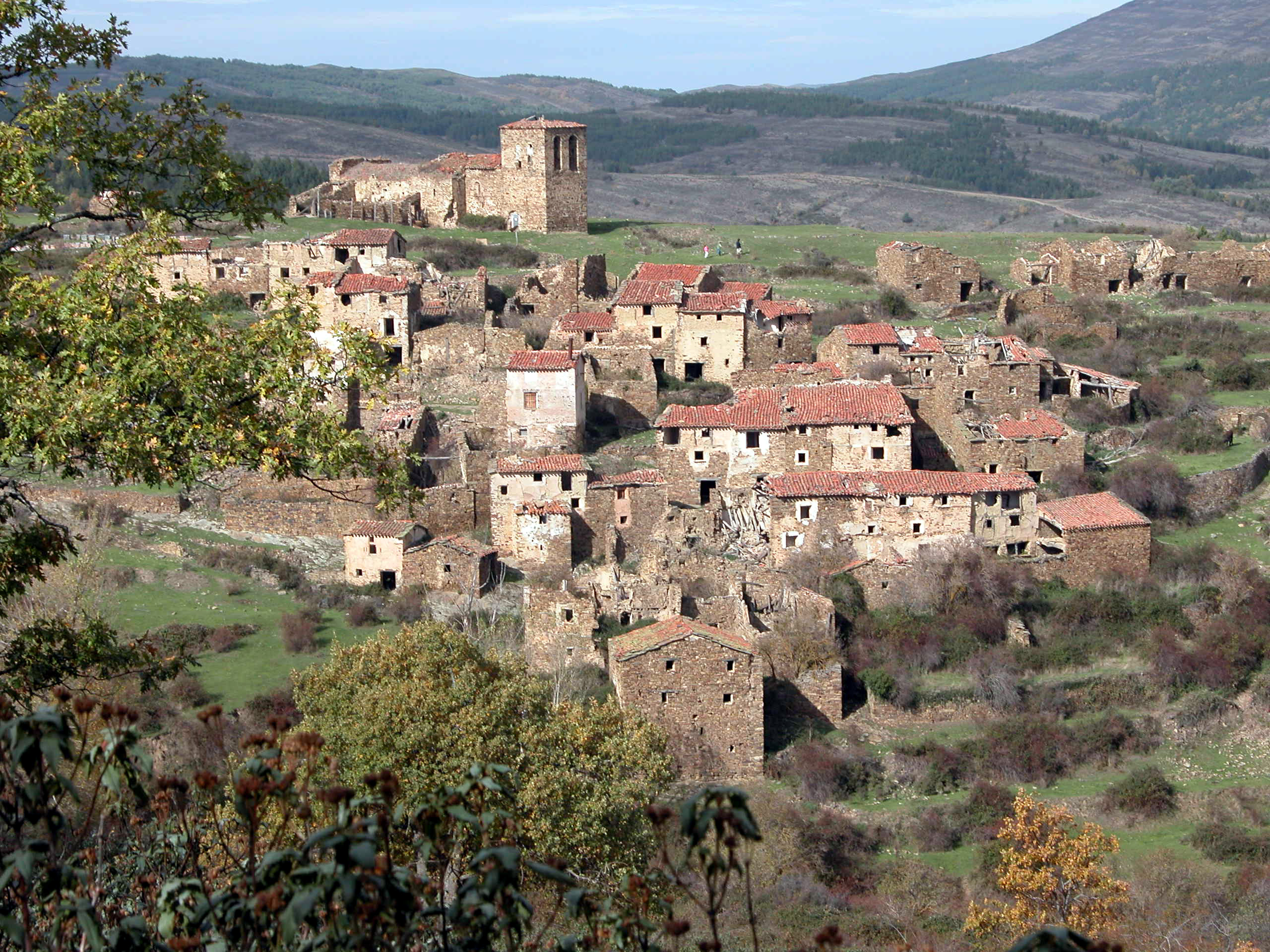
Verlassenes Dorf (despoblado) La Santa in der Gemeinde Munilla (La Rioja)

Der geografische Begriff Serranía Celtibérica („keltiberisches Bergland“) bezeichnet ein bergiges und nahezu menschenleeres Gebiet im Nordosten Spaniens, das auch unter der Bezeichnung „Spanisch-Lappland“ (Laponia española) bekannt geworden ist. Die Serranía Celtibérica gehört zu den von der Europäischen Union anerkannten benachteiligten Berggebieten.

## Geografie

### Lage
Das Gebiet der ca. 800 bis 1300 m hoch gelegenen (einzelne Berge erreichen Höhen von bis zu ca. 2500 m) und im Winter sehr kalten und trostlosen Serranía Celtibérica ist annähernd deckungsgleich mit dem Iberischen Gebirge und umfasst eine Fläche von ungefähr 65.500 km². Es erstreckt sich über Teile der ehemals zu den Königreichen Kastilien und Aragón gehörenden Provinzen La Rioja, Burgos, Soria, Segovia, Guadalajara und Cuenca bzw. Saragossa, Teruel, Castellón und Valencia. Fünf Regionen (comunidades autónomas) haben Anteil an der Serranía Celtibérica.

### Gewässer
Im regenarmen Gebiet (ca. 400 bis 600 mm/Jahr) der Serranía Celtibérica gibt es nur sehr wenige Flüsse bzw. – im Sommer austrocknende – Bäche und keine natürlichen Seen. Allerdings entspringen sowohl der Tajo als auch der Duero im Iberischen Gebirge und auch der bei Valencia ins Mittelmeer mündende Río Turia hat hier seinen Ursprung.

### Bevölkerung
Nur 4 Städte über 20.000 Einwohner (Soria, Cuenca, Teruel und Calatayud) befinden sich innerhalb des insgesamt nur ca. 450.000 Einwohner zählenden und mit durchschnittlich weniger als 8 Personen pro Quadratkilometer nur äußerst dünn besiedelten Gebiets. Eine ähnlich geringe Bevölkerungsdichte gibt es in Europa sonst nur in den schottischen High Lands und im skandinavischen Lappland, weshalb seit 2012 das Schlagwort vom „spanischen Lappland“ aufkam. Zu Beginn des 20. Jahrhunderts gab es noch weit über 2000 selbständige Dörfer bzw. Gemeinden (municipios); zu Beginn des 21. Jahrhunderts war deren Zahl auf ca. 1300 abgesunken, von denen jedoch viele infolge der Mechanisierung der Landwirtschaft und des daraus resultierenden Arbeitsplatzmangels in der zweiten Hälfte des 20. Jahrhunderts von einem starken und anhaltenden Bevölkerungsschwund (despoblación) betroffen waren und nur noch weniger als 100 Einwohner haben.

## Geschichte
Die auch schon früher fast menschenleeren Gebiete der Serranía Celtibérica waren vom Ansturm der Mauren im 8./9. Jahrhundert kaum betroffen. Ursprünglich wurde das Gebiet vorrangig als sommerliches Weidegebiet für Schaf- und Ziegenherden genutzt; erst nach der Niederlassung der Menschen wurden die Böden der Tallagen von Steinen befreit und urbar gemacht und man betrieb zur Selbstversorgung auch Feldwirtschaft. Die meisten Orte wurden erst im 10. bis 12. Jahrhundert besiedelt; zahlreiche sehenswerte romanische Kirchenbauten und Burgruinen (castillos) (z. B. in Caracena, Soria) legen von dieser Periode Zeugnis ab.